# Guttemberg Guarabyra
Guttemberg Nery Guarabyra Filho (Barra, 20 de novembro de 1947), é um músico, compositor, escritor e poeta brasileiro. Entre seus maiores sucessos como compositor, estão as canções "Mestre Jonas" e "Outra vez na estrada" (ambas em parceria com Luiz Carlos Sá e Zé Rodrix), "Casaco Marrom" (com Renato Correa e Danilo Caymmi), "Sobradinho" (com Luiz Carlos Sá) e "Espanhola" (com Flávio Venturini).

## Biografia
Nascido na região do Vale do São Francisco, interior da Bahia, transferiu-se, em 1966, para o Rio de Janeiro. Lá, iniciou a carreira artística em 1967, ao lado de Luiz Carlos Sá e Sidney Miller, no espetáculo de inauguração do Teatro Casa Grande. No final daquele ano, participou do II Festival Internacional da Canção, promovido pela TV Globo, vencendo a fase nacional com a canção "Margarida", inspirada em uma cantiga de roda e interpretada por ele próprio, acompanhado pelo Grupo Manifesto. Contratado pela TV Tupi do Rio de Janeiro, foi responsável pela produção musical dos programas Bibi ao vivo e Blota Jr..
Em 1969, no Festival de Música de Juiz de Fora, sua canção "Casaco Marrom" (composta em parceria com Renato Corrêa e Danilo Caymmi), e interpretada por Evinha) foi classificada em 1º lugar .
Em 1971, formou, com Luiz Carlos Sá e Zé Rodrix, o trio Sá, Rodrix e Guarabyra, com o qual gravou os LPs Passado, Presente e Futuro (1971) e Terra (1972).
Em 1972, foi premiado, juntamente com Luis Carlos Sá, pela autoria do jingle "Só tem amor quem tem amor pra dar", produzido para a campanha publicitária da Pepsi-Cola. A partir de 1973, com o desligamento de Zé Rodrix do trio, passou a atuar em dupla com Luiz Carlos Sá com o nome de Sá e Guarabyra. Depois de 26 anos, com a volta de Zé Rodrix, a dupla se tornou novamente um trio cuja reestreia aconteceu no Rock in Rio III, em 2001. O trio foi contratado pela gravadora Som Livre e lançou o CD e DVD Outra vez na Estrada - ao vivo. Em 2009, pouco antes do falecimento de Zé Rodrix, o trio lançou seu último trabalho, Amanhã (Roupa Nova Music).
Guarabyra foi, também, diretor e produtor musical de televisão, colunista e cronista da Agência Estado e do jornal Diário Popular. Publicou um livro de ficção - O Outro Lado do Mundo (São Paulo: Editora Moderna, 1999).

## Prêmios
- Primeiro lugar na fase nacional do Festival Internacional da Canção e terceiro lugar geral com "Margarida", em 1967
- Prêmio Brahma de Música, em 1989
- Prêmio Maksoud, pelo conjunto de sua obra, em 1994